# 望月智充
望月 智充（もちづき ともみ、1958年12月31日 - ）は、日本の男性アニメーション監督、演出家、脚本家。北海道出身。妻はアニメーターの後藤真砂子。坂本郷名義で脚本や演出を担当することもある。
亜細亜堂に入社し、アニメーターを経て演出家、監督となる。その後、フリーに。

## 経歴
東京都立小松川高等学校卒業後、早稲田大学に進学。入学の年に始まった『機動戦士ガンダム』に影響を受け、早稲田アニメーション同好会に入る。自主制作アニメや同人誌を制作していたが、あまりにものめり込みすぎて大学を留年してしまう。普通の就職をする気が無くなり、アニメーターになることを思い立つ。
1981年、動画のアルバイトをきっかけに、大学を中退してベテランアニメーターの芝山努、小林治が経営するアニメ制作会社「亜細亜堂」へ入社。
動画を1年ほど経験した後、当時の社長だった芝山努に言われ、1983年の『ときめきトゥナイト』の第14話「見た!!ランゼはたぬき」で演出デビュー。
1983年から小林治監督の下で演出したスタジオぴえろ制作の『魔法の天使クリィミーマミ』のリアルな日常描写と工夫されたカメラワークで注目を浴びる。この作品で、小林からレイアウトの取り方やタイミングの配慮など、多くのことを学ぶ。当時、亜細亜堂には演出専門のスタッフが置かれておらず、小林もちょうど必要性を感じていた時期であった。小林によれば、望月を選んだ理由はある程度絵が描けて何をするにも思慮深かったのが半分で、残りの半分は直感だったとのこと。
1986年、タツノコプロ制作の『光の伝説』で初のチーフディレクター（監督に相当）を担当。しかし、初対面のスタッフばかりの上、自身がタツノコ作品に馴染みがなかったことで上手くタツノコカラーを出せず、わずか19話で打ち切りとなった。
1987年、初の完全オリジナル作品『トワイライトQ 時の結び目 REFLECTION』を監督。
1988年、アニメーターの後藤真砂子と結婚。
1989年、芝山努監督の下で『らんま1/2』（1989年版）のシリーズディレクターを担当。多忙の芝山に代わって望月が事実上の監督を務めたが、キティ・フィルムの要望に合わせることが出来ず、2クールもたずにシリーズは一旦打ち切られ、望月降板後に仕切り直しとなった。
1991年から1993まで発売されたOVA『ここはグリーン・ウッド』シリーズで、原作者の那州雪絵自身の指名により、後藤真砂子とともに脚本・監督・作画監督を務めた。最初は2巻までの予定だったが、好評を受けて6巻まで制作された。
1993年5月に放送されたスタジオジブリのテレビスペシャル『海がきこえる』を監督。ジブリとしては、初の宮崎駿・高畑勲以外の監督作品だった。
1995年の『ダーティペア FLASH2』をきっかけに、サンライズから仕事のオファーが来るようになる。以後、勇者シリーズ『勇者指令ダグオン』、『セラフィムコール』などのサンライズ作品の監督を務める。
2009年、長年所属していた亜細亜堂を退社し、フリーとして活動を開始。

## 作風
監督作では演出・絵コンテ・脚本（もしくはシリーズ構成）だけでなく、音響監督も担当することが多い。
ジャンルとしては、少女物・青春物を数多く手掛けてきた。一方、メカ物には苦手意識がある。「剣と魔法」のファンタジー物は好きではなく、『クリィーミーマミ』の劇中劇をビデオ化する話が持ち上がった時も断り続けた。
日常描写にこだわった細やかな描写の中の斬新な演出、独特な画面構成やカット割り、PANの多用、比較的高いカメラポジション、360度周回するカメラワークなどで知られる。『魔法の天使クリィミーマミ』『きまぐれオレンジ☆ロード』シリーズ（OPEDを含む）でその持ち味が現れており、日本のリミテッドアニメの枠に囚われない型破りな演出手法も多く見られた。
その演出は多分に表現主義的で、『アルプスの少女ハイジ』以来続いていた日本アニメの凝ったレイアウトと生活感を重視した演出に、少女キャラクターをキャッチーに描く事でその存在感を強める手法を持ち込み、のちの萌えの原型のようなものを発生させた。
視点にこだわる演出家で、常に"見る者"（=カメラ）の存在を感じさせる。初期においては奇抜なだけというカメラアングルも少なくなかったが、男女の恋愛感情を描いた『めぞん一刻』と『きまぐれ☆オレンジロード』の劇場版の頃から、人物の主体的な感情との結びつきが強調されるようになった。これらの作品では、"視点"はしばしば登場人物の男女のそれと同化し、視聴者は"見る者"と一体となって画面から相対する登場人物の感情を受け取らされる。
『クリィミーマミ』では、小林治監督が始めた「実写のカメラで撮ったような画作りをして作品世界やキャラクターを現実感あるものとして描く」という方向性を発展させ、存在しないカメラを意識させるその演出を完成させた。
初監督の『光の伝説』以降、子供向けアニメや魔法少女物より中高生や大学生というやや年齢の高い主人公を扱ったものが多くなり、同時に演出の主眼も、男女の微妙な感情のゆらめきやすれ違いといった「静かなドラマ性」の掘り下げへと向けられていった。
『めぞん一刻 完結編』では、室内からカメラが全く出ないという実写にはありがちだがアニメでは当時珍しかった手法を試み、『きまぐれオレンジ☆ロード あの日にかえりたい』では、主観のカメラの多用や小刻みなカットの積み重ねなどを行った。
『トワイライトQ 時の結び目 REFLECTION』ではフォローやパンなどカメラワークの一切ないものをやりたいと思い、全カットをフィックス（固定撮影）にしている。
『海がきこえる』では、人物の自然な動作を描出する作画力に定評があるジブリとリアリティある人間描写を追及する望月の演出が影響し合い、ジブリカラーは失わずに青春アニメらしい若さと危うさをはらむ画面作りに成功した。思い出をカットバックで見せる手法、それぞれのキャラクターの目線で風景を切り取るカット割り、ラストシーンを活かすために全編にわたってフィックスとなっているカメラ位置など、望月の個性が発揮されている。

## エピソード
業界に入ってから最初に目撃した有名人が、押井守監督。押井作品で一番好きな作品は『うる星やつら2 ビューティフル・ドリーマー』で、「『ぼくのマリー』第3巻「夢みるアンドロイド」は私なりに『ビューティフルドリーマー』の内容に対する一種の反論として作った作品」と発言している。
書籍『ボクには世界がこう見えていた―統合失調症闘病記』著者の小林和彦は、早稲田大学および亜細亜堂時代の後輩に当たり、同書には望月による序文「この本の紹介」と「小林君との長い日々」が収録された。

## 主な参加作品

### テレビアニメ
1982年
- 忍者マン一平（演出）

1983年
- ときめきトゥナイト（絵コンテ・演出）
- 魔法の天使クリィミーマミ（1983年 - 1984年、絵コンテ・演出）
- フクちゃん（絵コンテ）

1984年
- ドラえもん 第764話「地中さかなつり」（絵コンテ）
- オヨネコぶーにゃん（絵コンテ・演出）

1985年
- 魔法の妖精ペルシャ（OP絵コンテ・演出）
- おねがい!サミアどん（演出）
- 魔法のスターマジカルエミ（1985年 - 1986年、絵コンテ・演出・原画）
- うる星やつら（1981年版）（絵コンテ・演出）

1986年
- ドラえもん 第860話「ミュンヒハウゼン城へようこそ」（絵コンテ）
- タッチ（演出）
- 光の伝説（チーフディレクター）

1987年
- めぞん一刻（絵コンテ）
- きまぐれオレンジ☆ロード （1987年 - 1988年、OP&ED絵コンテ・演出、最終話絵コンテ・演出）
- エスパー魔美（-1989年、絵コンテ・演出）

1988年
- 燃える!お兄さん（OP演出）
- ドラえもん夢気球スペシャル 自然はボクらのヒミツ基地 第994話「剣豪のび太」（絵コンテ）
- ドラえもん 第997話「たつまきストロー」（絵コンテ）

1989年
- らんま1/2（1989年版）（シリーズディレクター・絵コンテ・演出）
- チンプイ（1989年 - 1991年、絵コンテ・演出）

1990年
- 江戸っ子ボーイ がってん太助（絵コンテ）
- 秋だ一番! ドラえもん祭り 第1099話「7万年前の日本へ行こう」（絵コンテ）

1991年
- おれは直角（絵コンテ）

1993年-
- 忍たま乱太郎（脚本・絵コンテ・演出）
- 海がきこえる（監督・絵コンテ）

1995年
- ふしぎ遊戯（絵コンテ）※坂本郷名義

1996年
- 勇者指令ダグオン（1996年 - 1997年、監督・絵コンテ・演出・脚本）※脚本は坂本郷名義
- わんころべえ（1996年 - 1997年、監督・絵コンテ）
- 赤ちゃんと僕（絵コンテ）※坂本郷名義

1998年
- 魔法のステージファンシーララ（シリーズ構成・脚本）
- プリンセスナイン 如月女子高野球部 （監督・絵コンテ・演出）
- センチメンタルジャーニー（絵コンテ）
- ガサラキ（1998年 - 1999年、絵コンテ）※坂本郷名義

1999年
- パワーストーン（絵コンテ）※坂本郷名義
- イソップワールド（絵コンテ・演出）
- 星方天使エンジェルリンクス（絵コンテ）※坂本郷名義
- セラフィムコール（監督・絵コンテ・演出・脚本）※脚本は坂本郷名義

2000年
- ニャニがニャンだー ニャンダーかめん（2000年 - 2001年、絵コンテ・演出）
- アルジェントソーマ（2000年 - 2001年、絵コンテ）※坂本郷名義

2001年
- ジーンシャフト（絵コンテ）※坂本郷名義
- あぃまぃみぃ!ストロベリー・エッグ（絵コンテ）※坂本郷名義
- スクライド（絵コンテ）

2002年
- ラーゼフォン（絵コンテ）※坂本郷名義
- しあわせソウのオコジョさん（絵コンテ）※坂本郷名義
- 花田少年史（2002年 - 2003年、絵コンテ）
- 灰羽連盟（絵コンテ）※坂本郷名義

2003年
- スクラップド・プリンセス（絵コンテ）※坂本郷名義
- ヤミと帽子と本の旅人（2003年 - 2004年、シリーズ構成・脚本）
- ふたつのスピカ（2003年 - 2004年、監督・シリーズ構成・脚本・絵コンテ・演出）

2004年
- アストロボーイ・鉄腕アトム（絵コンテ）
- SDガンダムフォース（絵コンテ・演出）
- かいけつゾロリ（絵コンテ）
- みんなのうた「カゼノトオリミチ（堀下さゆり）」

2005年
- 交響詩篇エウレカセブン（2005年 - 2006年、絵コンテ）※坂本郷名義
- 絶対少年（監督・絵コンテ）
- みんなのうた「トゥモロウズ ソング（GOING UNDER GROUND）」

2006年
- 陰からマモル!（OPED演出）※坂本郷名義
- しにがみのバラッド。（監督・絵コンテ・演出・音響監督）
- 吉宗（絵コンテ）
- くじびき♥アンバランス（絵コンテ）
- コードギアス 反逆のルルーシュ（2006年 - 2007年、絵コンテ）※坂本郷名義

2007年
- 桃華月憚（シリーズ構成・脚本・絵コンテ）

2008年
- ポルフィの長い旅（監督・脚本・絵コンテ・演出・音響監督）

2009年
- ファイト一発! 充電ちゃん!!（OPEDテーマ作詞）

2010年
- さらい屋 五葉（監督・シリーズ構成・脚本・絵コンテ・演出・音響監督）
- 神のみぞ知るセカイ（第1期）（絵コンテ・ED絵コンテ）
- Starry☆Sky（2010年 - 2011年、絵コンテ）

2011年
- 世界一初恋（絵コンテ）※坂本郷名義
- 神のみぞ知るセカイII（絵コンテ・ED絵コンテ・演出）
- デッドマン・ワンダーランド（絵コンテ）
- THE IDOLM@STER（絵コンテ）
- ましろ色シンフォニー -The color of lovers-（絵コンテ）

2012年
- 妖狐×僕SS（絵コンテ）
- 宇宙兄弟（絵コンテ）
- もやしもん リターンズ（絵コンテ）
- ハヤテのごとく! CAN'T TAKE MY EYES OFF YOU（絵コンテ）
- アイカツ!（絵コンテ）

2013年
- うたの☆プリンスさまっ♪ マジLOVE2000%（絵コンテ）
- ローゼンメイデン（新アニメ版）（シリーズ構成・脚本・音響監督）
- 神のみぞ知るセカイ 女神篇（絵コンテ）

2014年
- ノラガミ（絵コンテ）
- みんな集まれ!ファルコム学園（絵コンテ）
- pupa（監督・脚本・絵コンテ・演出・音響監督）
- プピポー!（8、9話、絵コンテ）
- ログ・ホライズン 第2シリーズ（絵コンテ）
- 異能バトルは日常系のなかで（絵コンテ）
- ガンダム Gのレコンギスタ（絵コンテ）

2015年
- 雨色ココア（監督・絵コンテ・演出・音響監督）

2016年
- 昭和元禄落語心中（絵コンテ）
- バッテリー（監督・脚本・絵コンテ・演出・音響監督）
- 終末のイゼッタ（絵コンテ）

2017年
- クズの本懐（絵コンテ）

2019年
- 臨死!!江古田ちゃん（監督・脚本・音響監督） - 第4話

2020年
- 推しが武道館いってくれたら死ぬ（絵コンテ）
- 継つぐもも（絵コンテ・演出）
- ご注文はうさぎですか? BLOOM（絵コンテ）

2021年
- アイ★チュウ（絵コンテ）
- 転生したらスライムだった件 転スラ日記（絵コンテ）
- ヴァニタスの手記（第1クール）（絵コンテ）

2022年
- ドールズフロントライン（絵コンテ）
- ヴァニタスの手記（第2クール）（絵コンテ）
- であいもん（絵コンテ）

2023年
- お兄ちゃんはおしまい!（絵コンテ）
- SHY（絵コンテ）

2024年
- 怪異と乙女と神隠し（監督・シリーズ構成・脚本・絵コンテ・演出）
- 魔法科高校の劣等生（絵コンテ）

2025年
- 甘神さんちの縁結び（コンテ）
- 花は咲く、修羅の如く（絵コンテ）

### 映画
1984年
- カッくんカフェ（絵コンテ・演出）

1985年
- きまぐれオレンジ☆ロード（「少年ジャンプまつり」版）（監督・絵コンテ）
- 魔法の天使クリィミーマミVS魔法のプリンセスミンキーモモ 劇場の大決戦（脚本・演出）

1987年
- プロジェクトA子2 大徳寺財閥の陰謀（絵コンテ・演出）

1988年
- めぞん一刻 完結篇（監督・脚本）
- きまぐれオレンジ☆ロード あの日にかえりたい （監督・絵コンテ）

1990年
- チンプイ エリさま活動大写真（絵コンテ）※本郷みつると共同

1994年
- リカちゃんとヤマネコ 星の旅（劇場未公開、脚本）

2001年
- ガンダム新体験 ‐0087‐ グリーンダイバーズ（監督）※富野由悠季監修

2007年
- オシャレ魔女♥ラブandベリー しあわせのまほう（監督・絵コンテ・演出・音響監督）

2021年
- 神在月のこども（絵コンテ）

### OVA
1984年
- 魔法の天使クリィミーマミ 永遠のワンスモア（絵コンテ・演出）

1985年
- 魔法の天使クリィミーマミ ロング・グッドバイ（絵コンテ・演出）

1986年
- クリィミーマミ ソングスペシャル2 カーテンコール（構成・演出）
- 艶姿 魔法の三人娘（再編集部分脚本）
- くりいむレモン PART13 亜美III（絵コンテ）※坂本郷名義 18禁作品

1987年
- レリックアーマーLEGACIAM（絵コンテ）
- トワイライトQ 時の結び目 REFLECTION（監督）

1990年
- 暗黒神話（前編、絵コンテ・演出）

1990年
- 藤子・F・不二雄SF短編シアター[第一期]「ミノタウロスの皿」（監督・絵コンテ）
- 藤子・F・不二雄SF短編シアター[第一期]「ウルトラ・スーパー・デラックスマン」（監督・脚本）
- Licca ふしぎな不思議なユーニア物語（前・後編、監督）

1991年
- 藤子・F・不二雄SF短編シアター[第二期]「おれ、夕子」（監督・絵コンテ）
- ここはグリーン・ウッド（1991年 - 1993年、監督・脚本・絵コンテ）

1992年
- 電影少女 -VIDEO GIRL AI-（絵コンテ）
- 愛物語 9 Love Stories（第1話・第5話、監督）

1994年
- 誕生 〜Debut〜（監督・絵コンテ・脚本）※脚本は坂本郷名義

1995年
- ダーティペアFLASH 2&3（1995年 - 1996年、監督・脚本・絵コンテ）※脚本は坂本郷名義

1996年
- ぼくのマリー（監督・脚本・絵コンテ）※脚本は坂本郷名義

1997年
- 八雲立つ（監督・脚本・絵コンテ・演出）※脚本は坂本郷名義
- 勇者指令ダグオン 水晶の瞳の少年（監督・絵コンテ・演出）

1999年
- とっとこハム太郎 アニメでちゅ（監督・構成・脚本・絵コンテ・演出）

2002年
- ヨコハマ買い出し紀行 -Quiet Country Cafe-（2002年 - 2003年、監督・脚本・絵コンテ）

2007年
- 銀河鉄道物語 〜忘れられた時の惑星〜（絵コンテ）

2012年
- 進研ゼミ高校講座 高校☆デビュー 大成功DVD（絵コンテ）

2014年
- Hybrid Child（絵コンテ）

### ミュージック・ビデオ
2006年
- MOKA☆「MISSION SCHOOL」（監督・脚本・絵コンテ・演出） - 望月の作品の劇伴を制作したことのあるMOKA☆の既存の曲をもとに自主制作したショートアニメ。2007年にNHK-BSデジスタで取り上げられた。

## 音楽作品

### 作詞
| タイトル                                              | 歌手                                         | 詳細                                                                    |
| ----------------------------------------------------- | -------------------------------------------- | ----------------------------------------------------------------------- |
| 「海になれたら」                                      | 坂本洋子                                     | 『海がきこえる』エンディングテーマ。                                    |
| 「あなたの窓辺に〜『魔法少女ミルキー☆ストロベリー』」 | 宮村優子                                     | アルバム『スペースケンカ番長』収録のアニソン風企画曲。                  |
| 「ゆめおぼろ」                                        | 犬飼真琴（喜多村英梨）                       | 『桃華月憚』オープニングテーマ。                                        |
| 「この世界がいつかは」                                | 川壁桃花（早見沙織）                         | 『桃華月憚』エンディングテーマ。                                        |
| 「エネルジコ・ソング」                                | 犬飼真琴（喜多村英梨）                       | 『桃華月憚』キャラクター・イメージソング。                              |
| 「ウキウキブギウギ」                                  | 川壁桃花（早見沙織）                         | 『桃華月憚』キャラクター・イメージソング。                              |
| 「空には空があるだけ」                                | 川壁桃花（早見沙織）                         | 『桃華月憚』キャラクター・イメージソング。                              |
| 「最後の愛のために」                                  | 川壁桃花（早見沙織）                         | 『桃華月憚』キャラクター・イメージソング。                              |
| 「小さき死のように」                                  | 鬼梗（山県さとみ）                           | 『桃華月憚』キャラクター・イメージソング。                              |
| 「胡蝶の夢」                                          | 胡蝶三姉妹（山本麻里安・渡辺明乃・下屋則子） | 『桃華月憚』キャラクター・イメージソング。                              |
| 「DAILY LOVE」                                        | 六条章子（小林ゆう）                         | 『桃華月憚』キャラクター・イメージソング。                              |
| 「若 -ニャ-」                                         | ユーリカ（齋藤彩夏）                         | 『桃華月憚』キャラクター・イメージソング。                              |
| 「サブタイトルな女」                                  | ナレーター（水戸部千希己）                   | 『桃華月憚』キャラクター・イメージソング。                              |
| 「童歌 -ワラベウタ-」                                 | 増山朱里乃                                   | 『桃華月憚』イメージソング。                                            |
| 「CHARGE!」                                           | ぷらぐ・クライオスタット（福原香織）         | 『ファイト一発! 充電ちゃん!!』オープニングテーマ。                      |
| 「お願いSweet heart」                                 | ぷらぐ・クライオスタット（福原香織）         | 『ファイト一発! 充電ちゃん!!』エンディングテーマ。                      |
| 「GO GO DAGWON」                                      | 長沢直美                                     | 『勇者指令ダグオン』イメージソング。                                    |
| 「魔法の砂時計」                                      | 太田貴子                                     | 『クリィミーマミ ソングスペシャル2 カーテンコール』オープニングテーマ。 |
| 「つめたいキス」                                      | 松本梨香                                     | 『ダーティペFLASH 3』挿入歌。                                           |
| 「シミトラへの想い」                                  | Ikuko (野口郁子)                             | 『ポルフィの長い旅』挿入歌。                                            |

## 出版物

### 小説
- 『ふたつのスピカ―宇宙へのいちばん星〈上〉』（柳沼行原作、MFフラッパーノベルズ、2004年4月1日発売）ISBN 978-4-84-011062-4
- 『ふたつのスピカ―宇宙へのいちばん星〈下〉』（柳沼行原作、MFフラッパーノベルズ、2004年4月1日発売）ISBN 978-4-84-011080-8

### 画集・絵コンテ集
- スタジオジブリ絵コンテ全集 8『海がきこえる』（徳間書店、2001年10月31日発売）ISBN 978-4-19-861438-6

### 解説
- 藤子・F・不二雄大全集『SF・異色短編』3巻（2012年、小学館）